# ایمن یحیی
ایمن یحیی (عربی: أيمن يحيى سالم؛ زادهٔ ۱۴ مهٔ ۲۰۰۱) بازیکن فوتبال اهل عربستان سعودی که در پست وینگر برای باشگاه فوتبال النصر بازی میکند.

## زندگی شخصی
وی در یک خانواده اهل یمن در ریاض متولد شد و برادر بزرگ تر او در علی یحیی در باشگاه فوتبال الریاض بصورت قرضی از  باشگاه فوتبال النصر بازی میکند.

## سابقه باشگاهی
ایمن یحیی که سابقه حضور در تیم های پایه النصر را نیز داشت در فصل ۲۰۱۹–۲۰۲۰ به تیم بزرگسالان النصر دعوت شد و اولین بازی رسمی خود را برای النصر در مقابل باشگاه فوتبال الحزم انجام داد که بازی با نتیجه مساوی به پایان رسید.